# Julie Biesmans
Julie Biesmans (Bilzen, 4 maggio 1994) è una calciatrice belga, centrocampista del OH Lovanio e della nazionale belga.

## Carriera

### Club
Avvicinatasi fin da giovanissima al calcio, Biesmans si tessera con il Bilzerse Waltwilder, società della sua città natale, con la quale gioca nelle sue formazioni giovanili dai 5 ai 14 anni d'età, approdando anche alla squadra titolare nella sua ultima stagione, la 2007-2008.
Dell'estate 2008 è il suo trasferimento allo Standard Liegi, società della quale indosserà la maglia per nove stagioni consecutive collezionando numerosi trofei, tra i quali l'edizione 2014-2015 della BeNe League, l'allora campionato congiunto belga e olandese, sei titoli nazionali, due dei quali in quanto migliore squadra belga della BeNe League.
Durante il calciomercato estivo 2017 si trasferisce al Bristol City con le connazionali Yana Daniëls e Lorca Van De Putte, le prime due al primo loro campionato estero, per quella che sarà l'ultima stagione prima dell'istituzione della rinnovata FA Women's Super League, primo livello del campionato inglese. La squadra si rivela possedere un livello tecnico non in grado di primeggiare con le avversarie riuscendo a chiudere il campionato all'ottavo posto con 16 punti, gli stessi del Sunderland ma con peggiore differenza reti, grazie alle 5 vittorie, un pareggio e 12 sconfitte.
Nell'estate 2019 si trasferisce alle olandesi del PSV.

## Palmarès

### Club
- Campionato belga: 9

Standard Liegi: 2008-2009, 2010-2011, 2011-2012, 2012-2013, 2013-2014, 2014-2015, 2015-2016, 2016-2017
OH Lovanio: 2024-2025
- BeNe League: 1

Standard Liegi: 2014-2015
- Coppa del Belgio: 2

Standard Liegi: 2011-2012, 2013-2014
- Coppa dei Paesi Bassi: 1

PSV Eindhoven: 2020-2021
- Supercoppa belga femminile: 3

Standard Liegi: 2008-2009, 2010-2011, 2011-2012
- BeNe Super Cup: 2

Standard Liegi: 2011, 2012